# Virtual Hosting Control System
Virtual Hosting Control System (VHCS) ist ein webbasiertes freies Konfigurationstool für Webserver und Webhosting-Angebote. Damit ist es beispielsweise möglich E-Mail-Adressen, Domainnamen, Datenbanken und Ähnliches auf entfernten Webservern zu konfigurieren.
VHCS ist weit verbreitet und bietet Endkunden und Administratoren mit der frei verfügbaren Dokumentation, dem Forum und einigen Mailinglisten auch entsprechende Hilfe für einfache Installations- und Konfigurationsprobleme.
VHCS hat ein Fork, das unter dem Namen EasySCP geführt wird. Ein weiterer Fork von VHCS ist das intensiv weiterentwickelte i-MSCP.

## VHCS-Software-Architektur
VHCS hat eine Client-Server-Architektur.
Client: Webbasierte GUI (PHP-Technologie)
VHCS Client besteht aus drei Oberflächen. Diese ermöglicht eine effiziente Verwaltung für Administratoren, Reseller und Enduser.
Server: übernimmt die serverseitigen Änderungen (Perl-Technologie).
VHCS Server verwaltet Apache-, DNS-, MTA-, FTP-Konfigurationen, User-Rechte, IP-Adressen, Disk Quoten, Datenbanken etc.

VHCS-Architektur

VHCS Daemon: sorgt für sichere Client-Server-Übertragung.
Als einziges Control Panel für Webserververwaltung besitzt VHCS ein serverseitiges Daemon, das für eine sichere Client-Server-Übertragung sorgt. Der Einsatz des Daemons ermöglicht weitgehend ein Live-SystemUpdate. Die Änderungen in der Konfiguration des Servers werden sofort vom VHCS Server vorgenommen. Außerdem werden die Einstellungen in der Datenbank gespeichert, um bei der Client-Darstellung nicht aus den Konfigurationsdateien zu lesen.

## Leistungsmerkmale
- Virtual-Host-Verwaltung (Name-based, IP-based)
- Verwaltung von Co-Domains (Domain-Alias) und Subdomains
- DNS-Verwaltung (mit BIND 8 und 9)
- FTP-Zugänge (inkl. webbasierten Dateimanager)
- E-Mail-Adressen (inkl. Webmail)
- POP3- und IMAP-E-Mail-Konten
- Autoresponder (automatische E-Mail-Antworten)
- CGI-, PHP-, SSI-Konfiguration und -Verwaltung
- MySQL-Benutzerdatenbanken (inkl. Möglichkeit zur Verwendung webbasierter DB-Verwaltung)
- Disk Quota
- IP-Adressen
- Backup und Wiederherstellung
- passwortgeschützte Bereiche (.htaccess-Dateien)
- Benutzerdefinierte Fehlerseiten (401, 403, 404 und 500)
- Traffic accounting
- Mehrsprachigkeit
- Skin-basierte grafische Benutzeroberfläche